# Lokomotiva PRR Q2
Lokomotivy třídy Q2 železniční společnosti Pennsylvania Railroad (PRR) byly duplexní parní lokomotivy s uspořádáním pojezdu 4-4-6-4.
Firma Altoona Works kromě prototypu vyrobila v letech 1944 a 1945 celkem 25 sériových strojů.
Byly to největší parní lokomotivy bez děleného pojezdu v historii. Byly též nejvýkonnější při statickém měření s výkonem na jeden válec 7987 koňských sil (5956 kW).
Lokomotivy Q2 byly o 78 % silnější než alternativy, které měla PRR v té době v provozu. Společnost tvrdila, že Q2 mohla táhnout až 125 nákladních vagonů rychlostí 50 mil za hodinu (80 km/h).
Navzdory svému úspěchu byly lokomotivy Q2 staženy z provozu už v roce 1951, když nemohly konkurovat nastupujícím dieselovým lokomotivám. Rozdíl ve výkonnosti ve srovnání s konvenční třídou J1 navíc nevynahradil výrazně vyšší náklady na provoz a údržbu.